# ディルドー (ニューファンドランド・ラブラドール州)
ディルドー (Dildo) は、カナダのニューファンドランド・ラブラドール州のニューファンドランド島にある未法人化地域である。州都であるセントジョンズから60キロメートルほど西に行ったトリニティ湾の入り江（ディルドー・アーム）の南東にある。近郊にはサウス・ディルドーというやはり地方自治体に属さない集落がある。ディルドーはその名前のために悪い意味でよく知られている。

## 名称

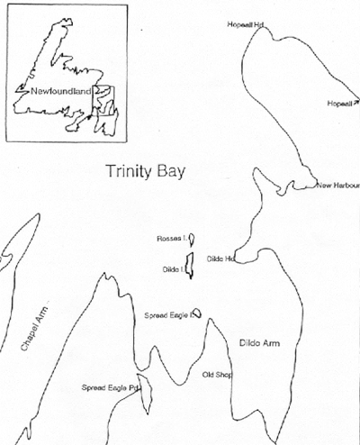
トリニティ湾と中央のディルドー島、右手にはディルドー・アームがある

ディルドーという名前は、少なくとも1711年からこの場所に使われていたことが確認されている。しかしその由来については不明であり、「ディルドー」という言葉それ自体の起源についてもよくわかっていない。かつては、オールの軸受けとしてボートの縁に固定する男根の形をした棒（「トールピン」や「ドールピン」としても知られる）を指す言葉として使われてきた。すでに16世紀には、男根に見立てた道具を念頭に、「ディルドー・ガラス」（試験管）のように円筒状のものを指していったり男性を「さげすむか、ののしる」ための罵倒の言葉として使われたほか、バラッドのリフレインでもあった。
この名前はー当時はDildoeと書かれていたがーもともとは現代のディルドーの町の沖合にあるディルドー島に使われていたものである。1711年と1775年にこの用例が記録されており、後にトリニティ湾の入り江（ディルドー・アーム）にも使われるようになった。社会学者のウィリアム・バリー・ハミルトンが注目するのは、1760年代にニューファンドランドを測量調査している、ジェームズ・クックとその部下のマイクル・レーンである。ハミルトンによれば、二人は訪れた場所に名前をつけるときにブラックユーモアを発揮することがよくあり、神経質な人に不快感を与えるような名前を平気で選んでいたという。いずれにせよ、ディルドーという名前はこの街になかなかの悪評をもたらした。20世紀に入ると、町の名前を変えようというキャンペーン活動が何回か行われたが、結局はうまくいかず改名は行われなかった。

## 歴史
ディルドーのある土地は長い歴史があり、マリタイムアルカイック文化の先住民族がアンデルセンズコーブに居住していた紀元前2000年ごろまで遡ることができる。西暦700年には、ドーセット文化の人々がディルドー島で暮らしていた。1613年、ディルドー・アームを航海するヘンリー・クロウトは当時ディルドー島に暮らしていたベオサックとコンタクトをとっている。ディルドーの町は18世紀後半に発見され、魚（ほとんどがタラ）や鯨、アザラシなどの豊富な海産物を採るために人が住むようになった。

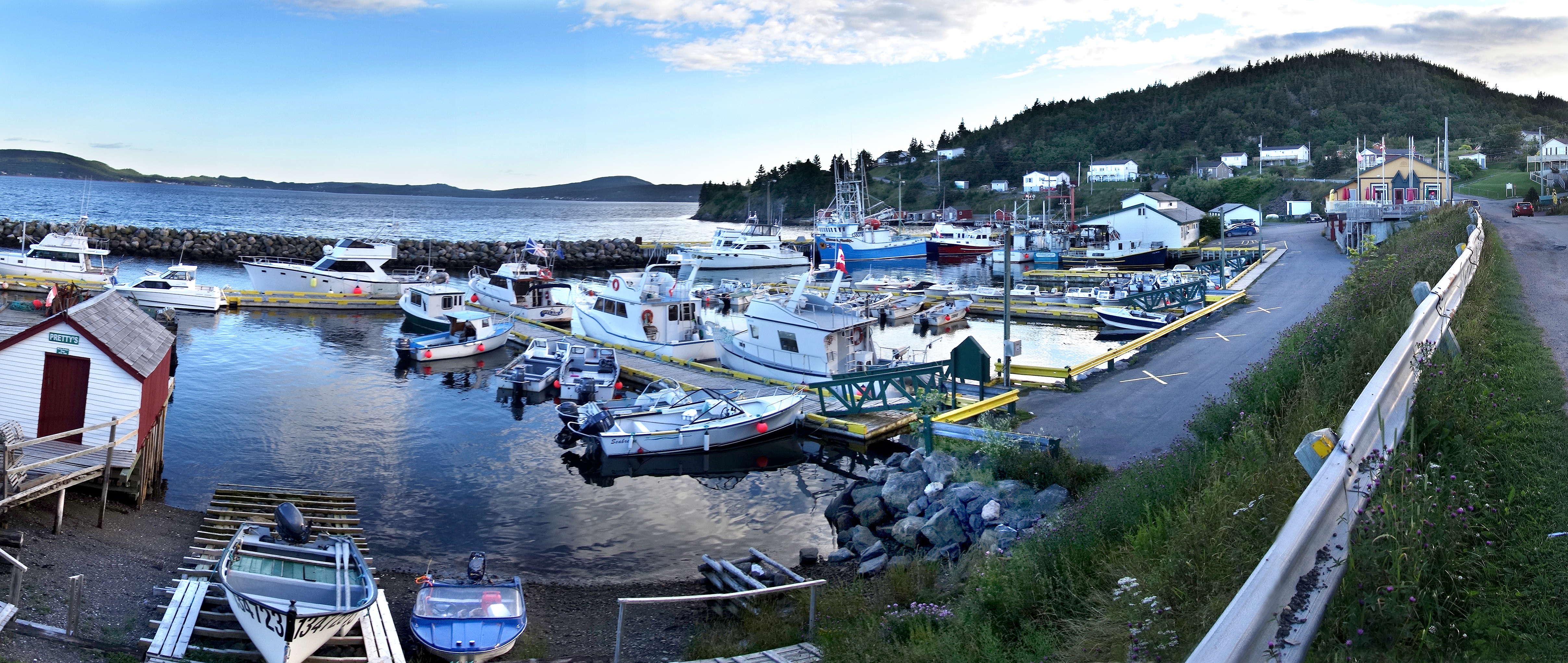
ディルドーの港（2016年）